# Инсарский 196-й пехотный полк
196-й пехотный Инсарский полк — пехотная воинская часть Русской императорской армии. Полковой праздник — 6 января, Богоявление. Старшинство — 27 марта 1811 года.

## История
Сформирован 5 января 1897 года как Инсарский резервный батальон. Наименование «Инсарский» впервые получил в 1896 году в Пензе (по названию города Инсар Пензенской губернии, ныне Республика Мордовия) при формировании на базе Рязанского внутреннего резервного батальона 216-го Инсарского резервного батальона, на формирование которого дополнительно выделили (по жребию) по одной роте 213-й Оровайский, 214-й Мокшанский, 215-й Бузулукский, 241-й Орский и 244-й Борисовский резервные батальоны.
26 мая 1899 года переименован в 216-й Инсарский резервный батальон. К 26 декабря 1903 года переформирован в полк двухбатальонного состава. После начала русско-японской войны с объявлением мобилизации к 8 июня 1904 года первый батальон полка развернут в 4 батальона. Из второго батальона полка тогда же сформирован 284-й Чембарский пехотный полк второй очереди. 30 июня 1904 года отправлен в Маньчжурию.
Во время русско-японской войны участвовал в боевых действиях. На фронте полк действовал в составе 54-й пехотной дивизии (командующий дивизией Генерального штаба генерал-майор Н. А. Орлов) 5-го Сибирского армейского корпуса. Внес заметный вклад в итог Ляоянского сражения (11—24 августа 1904 года, Южная Маньчжурия), где действовал под командованием полковника Линденстрема в бою у станции Янтай. Ценой громадных потерь Инсарского полка, а также соседнего 215-го пехотного Бузулукского полка был предотвращен разгром Маньчжурской армии (командующий генерал-адъютант А. Н. Куропаткин). Позднее полк принимал участие в сражении под Мукденом.
1 марта 1906 года вновь переформирован в полк двухбатальонного состава. С 20 февраля 1910 года в ходе военной реформы стоявший в Пензе полк был реорганизован в 196-й пехотный Инсарский полк и передислоцирован в Челябинск и Златоуст, тогда же к полку был присоединён 224-й Скопинский резервный полк, составивший 3-й и 4-й батальоны в новом полку.
При мобилизации в 1914 году из своего состава выделил кадры для формирования 336-го пехотного Челябинского полка второй очереди. Полк — активный участник Первой мировой войны, в частности, Люблин-Холмского сражения 1915 г..
В октябре 1916 года был переброшен в Румынию и вошел в состав 9-й армии Румынского фронта. В августе 1917 года в составе 4-й армии принял участие в последнем наступлении русской армии. 26 марта 1918 года расформирован после неудачной попытки интернирования румынскими властями.
Офицеры полка отвезли знамя полка в Челябинск, где оно было торжественно вручено сформированному 4 октября 1918 года 3-му Уральскому кадровому горных стрелков полку (7 декабря 1918 года переименован в 43-й Верхнеуральский стрелковый полк 11-й Уральской стрелковой дивизии VI Уральского армейского корпуса).

## Командиры полка
- 10.01.1904[4] — 01.06.1904 — полковник Семененко, Константин Яковлевич
- 01.06.1904 — 14.11.1904 — полковник Линдестрем, Михаил Владимирович
- 19.11.1904 — 09.03.1905 — подполковник (с 14.01.1905 полковник) Матов, Константин Николаевич
- 09.03.1905 — 17.10.1906 — полковник Мухарский, Александр Матвеевич
- 19.11.1906 — 17.03.1908 — полковник Лосицкий, Николай Маркович
- 17.03.1908 — 11.06.1910 — полковник Рейнбот, Ростислав Ростиславович
- 19.06.1910 — 05.04.1912 — полковник Марков, Яков Иванович
- 23.04.1912 — 10.11.1914 — полковник Киленин, Николай Александрович
  - осень 1914 — временный командующий подполковник Эскин, Николай Афанасьевич
- 26.02.1915 — 05.05.1915[5] — полковник Жуков, Сергей Васильевич
- 01.07.1915 — 31.08.1916 — полковник Власьев, Николай Иванович
- 30.09.1916 — 27.06.1917 — полковник Шелавин, Алексей Николаевич
- 12.09.1917 — хх.хх.хххх — полковник Анисимов, Иван Петрович

## Знаки различия
| Описание     | Знаки различия по состоянию на 1904—1907 гг.    | Знаки различия по состоянию на 1904—1907 гг.    | Знаки различия по состоянию на 1904—1907 гг. | Знаки различия по состоянию на 1904—1907 гг. | Знаки различия по состоянию на 1904—1907 гг. | Знаки различия по состоянию на 1904—1907 гг. | Знаки различия по состоянию на 1904—1907 гг. | Знаки различия по состоянию на 1904—1907 гг.               |
| ------------ | ----------------------------------------------- | ----------------------------------------------- | -------------------------------------------- | -------------------------------------------- | -------------------------------------------- | -------------------------------------------- | -------------------------------------------- | ---------------------------------------------------------- |
| Погоны       | Просьба за изготовлением и перемещеним картину! | Просьба за изготовлением и перемещеним картину! |                                              |                                              |                                              |                                              |                                              |                                                            |
| Классный чин | Полковник                                       | Подполко́вник                                    | Капитан                                      | Штабс-капитан                                | Пору́чик                                      | Подпору́чик                                   | Прапорщик                                    | Зауряд-прапорщик (произведенный из старших унтер-офицеров) |
| Группа       | Штаб-офицеры                                    | Штаб-офицеры                                    | Обер-офицеры                                 | Обер-офицеры                                 | Обер-офицеры                                 | Обер-офицеры                                 | Обер-офицеры                                 | Обер-офицеры                                               |

## Знаки отличия полка
1. Простое полковое знамя пожалованное в 1911 году с надписью «1811-1911» и Александровской юбилейной лентой.
2. В 1-м и 2-м батальонах знаки отличия (нагрудные у офицеров, на головные уборы у нижних чинов) с надписью: «За отличіе въ войну съ Японіей въ 1904 и 1905 годахъ». Высочайший приказ 30 июля 1911 года.
3. С 7 ноября 1906 года в списки полка на вечное время зачислен рядовой 284-го пехотного Чембарского полка Василий Рябов «за истинно храбрый подвиг, запечатленный геройской смертью при исполнении долга».

## Отличившиеся военнослужащие
- Рябов, Василий Тимофеевич (1871—1904), рядовой охотничьей команды, участник русско-японской войны; казнён японцами.